# Chelonus narayani
Chelonus narayani är en stekelart som beskrevs av Subba Rao 1955. Chelonus narayani ingår i släktet Chelonus och familjen bracksteklar. Inga underarter finns listade i Catalogue of Life.